# الاتحاد الدولي للكانو
الاتحاد الدولي للكانوي (بالإنجليزية: International Canoe Federation)‏ هو الاتحاد المسؤول عن تنظيم منافسات سباقات قوارب الكانوي تم تأسيسه في سنة 1946 ويقع مقره في مدينة لوزان في سويسرا، يضم الاتحاد 157 بلد عضو، رئيسه الحالي هو الإسباني خوسيه بيرورينا.